# Palaeomolis transversata
Palaeomolis transversata är en fjärilsart som beskrevs av Böttcher 1905. Palaeomolis transversata ingår i släktet Palaeomolis och familjen björnspinnare. Inga underarter finns listade i Catalogue of Life.